# Sindicat Arrosser d'Alfafar
El Sindicat Arrosser d'Alfafar se situa a la localitat d'Alfafar (Horta Sud, País Valencià), concretament tocant amb els carrers Sant Gaietà (número 2), Ortega y Gasset, i la plaça del Forn, en el considerat nucli funcional d'Alfafar. L'edifici entronca amb la tradició dels centres recreatius privats que es van construir a finals del segle xix i que van tenir un segon període constructiu en la dècada de 1920, especialment en les petites poblacions agràries amb una economia pròspera. Cap a 1928, el Centre Agrícola d'Alfafar, que ocupava un edifici propietat d'un dels seus socis, va adquirir un cèntric solar recaient sobre la plaça del Forn i va aixecar una nova edificació abarrocada i una mica ostentosa en el senzill entorn local, llavors amb abundants exemples d'arquitectura popular.

## Descripció

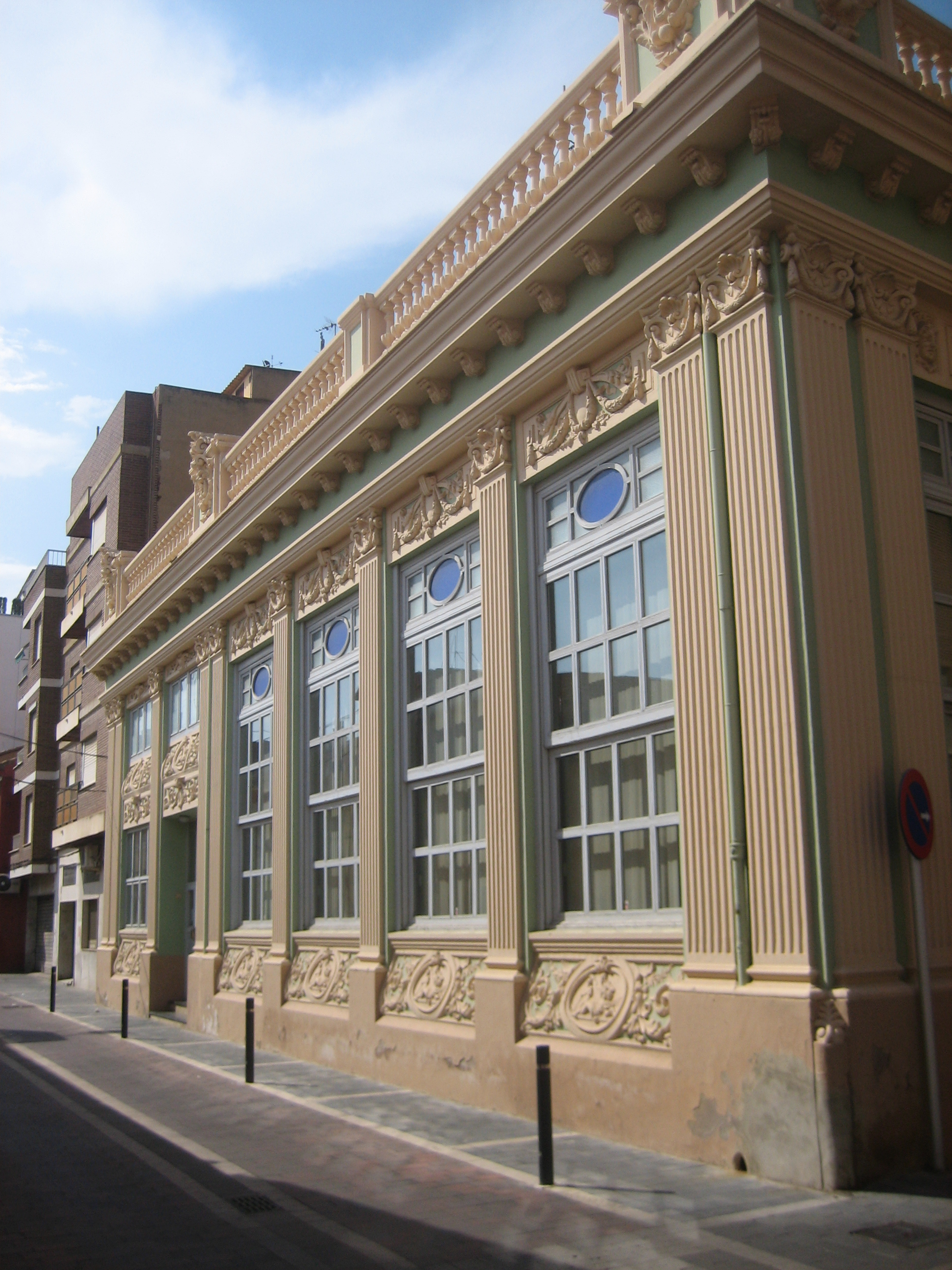
Lateral del Sindicat Arrosser.

L'edifici consta de dues plantes a la part lateral, encara que això passa desapercebut i aparenta una única planta baixa. La façana principal, lleument classicista en la seua ordenació, resulta una mica ampul·losa amb els seus abotzinaments i decoracions. La planta ve determinada pel gran saló vestíbul, de doble altura i obert a l'exterior per grans finestrals, segons esquemes usuals en aquesta tipologia recreativa, que en les seues versions més populars o locals es fon amb els esquemes del saló café. Aquest saló té de 190 metres quadrats i està decorat amb tocs eclecticistes presos tant del modernisme com l'anomenat casticisme regional, amb grans dimensions en alçada que permeten observar un fals sostre decorat amb guixeries, avui completament restaurat i dedicat a sala de lectura i dipòsit de llibres. La relació interior-exterior, tan important en aquests salons, queda àmpliament completa amb els grans finestrals.
La façana principal segueix l'esquema compositiu d'un arc de triomf, abotzinant l'arc central d'accés amb diferents motllurats, mentre les obertures laterals apareixen allindanades i formant finestres de gran alçada emmarcades per pilastres aparellades. El conjunt es remata amb una cornisa, que a l'obertura central es converteix en curvilínia, i una balustrada que recorre tot l'edifici. Les façanes laterals repeteixen l'esquema de finestres entre pilastres.
Estilísticament, l'edifici podria enquadrar-se dins de l'anomenada corrent noucentista, encara que ja tardana i interpretada d'una manera una mica rústica i ingènua. L'estil afrancesat, rococó, va estar molt de moda a València al voltant de 1915, i va tenir en l'arquitecte Vicent Rodríguez un dels seus millors representants, l'edifici d'Alfafar, molt probablement, es deu a un mestre d'obres local format en l'eclecticisme vuitcentista. Els detalls de volutes i lleons tenen més a veure amb l'eclecticisme valencià dels anys vuitanta del segle xix, el millor resum del qual serien els edificis de la Carrer de la Pau a la ciutat de València, però, els ampits i frisos de les obertures tenen un aire rococó i festiu característic de les primeres dècades del segle xx.

## Història
En 1942 l'edifici va passar a ser propietat del Sindicat Arrosser de la Federació d'Agricultors de l'Arròs a Espanya, per a oficines i magatzem. Després de la seua adquisició per l'Ajuntament i posterior rehabilitació, des 1989 aquest edifici s'ha convertit en la seu central de la Biblioteca Pública Municipal d'Alfafar.